# Christian Cuch
Christian Cuch, né le 25 octobre 1943 à Castillon-de-Castets et mort le 17 août 2014 à Bordeaux des suites d'une longue maladie, est un coureur cycliste sur piste français.

## Biographie
Il a participé à la poursuite par équipes aux Jeux olympiques d'été de 1964. Il a notamment eu pour coéquipier Jacques Suire.
Il devient ensuite peintre en bâtiment.

## Palmarès sur piste

### Jeux olympiques
- Tokyo 1964
  - 9e de la poursuite par équipes

### Championnats du monde
- Milan 1962
  - 5e de la poursuite par équipes amateurs
- Rocourt 1963
  - 4e de la poursuite par équipes amateurs

### Jeux méditerranéens
- Naples 1963
  -  Médaillé d'or de la poursuite individuelle
  -  Médaillé d'argent de la poursuite par équipes

### Jeux de l'Amitié
- Dakar 1963
  -  Médaillé d'or de la poursuite individuelle

### Championnats régionaux
- 1964
  - Champion d'Île-de-France de poursuite

## Palmarès sur route
- 1963
  -  Champion de France des sociétés (avec Jean Arze, Michel Bocquillon, Alain Vera et Michel Béchet)
- 1964
  - Grand Prix Pierre-Pinel
- 1965
  -  Champion de France des sociétés (avec Joseph Paré, Pierre Le Bouhoulec, Jean-Yves Lebreton et Jean Sadot)
- 1966
  - 3e du Tour du Bordelais